# بلدي وخفة (فلم)
بلدي وخفة فيلم دراما، غنائي، استعراضي مصري لعام 1950 من إخراج حسين فوزي، وكتب القصة والحوار حسن توفيق، واشترك مع المخرج في وضع السيناريو. الفيلم من بطولة نعيمة عاكف، وسعد عبد الوهاب، وتدور القصة حول هنومة التي تحاول الخروج من فقرها بأي طريقة، بالرغم من خطوبتها لحبيبها محروس. إلى أن يدخل في حياتهما خالد، الذي يبدأ في مساعدة محروس للترقي في عمله، ولكنه يُعْجَب بهنومة في نفس الوقت.
صدر الفيلم إلى دور العرض المصرية في 2 أبريل 1950.
منح موقع قاعدة بيانات الأفلام على الإنترنت (IMDB) الفيلم درجة 4.6/ 10.
منح موقع قاعدة بيانات الأفلام العربية «السينما.كوم» الفيلم درجة 4.6/ 10.
كان فيلم (بلدي وخفة) هو الثالث لسعد عبد الوهاب وأيضا من إخراج حسين فوزي على التوالي وعرض بدار سينما الكورسال، وهو الفيلم رقم 442 في تاريخ السينما المصرية.

## أحداث الفيلم
يعيش المطرب والملحن المغمور محروس (سعد عبد الوهاب) في حارة الهنا والشفا، ببيت الست أم زعبل (سعاد احمد) صاحبة القهوة التي يديرها مشمش (شكوكو)، كما تقيم في نفس البيت هنومه (نعيمة عاكف) مع أمها (زينات صدقى) ويعملون في بيع الفاكهة، والخضروات في الحارة. يحب محروس حبيبته هنومه، وهم متفقين على الزواج. يحاول محروس أن يدبر تكاليف المعيشة ليتزوج من هنومه بالعمل بالحفلات، حيث يتقاضى جنيهً واحداً في الحفلة الواحدة. يتدخل الشيطان (إستيفان روستى) للتفريق بين الحبيبين، ويقاومه ملاك الخير (مازن الأنصاري).    يغنى محروس في حفلة، وتعجب به المطربة حبايب (لولا صدقى)، وتأتى إلى الحارة لتصطحبه إلى شركة الإنتاج السينمائى التي يديرها حبيبها خالد بيه (عباس فارس)، ويعجب المخرج شريف (محمود التونى) بموسيقاه، وغنائه، ويتفق معه خالد بك لإنتاج أوبريت غنائى، وينتجه سينيمائياً. يلتقي خالد بك مع هنومه، في نفس الوقت، ويعجب بها، ويحاول الإيقاع بها في براثنه، فيدعوها لحفل يقيمه للطبقة الأرستقراطية، ولكن هنومه ترفض، فيتدخل الشيطان لإقناعها بالذهاب للحفل لتغيظ حبيبها محروس الذي يسعى خلف المطربة. تستبدل هنومه ملابسها البلدية بأخرى أرستقراطية، وتغنى وترقص، مما يثير غضب محروس ومشمش، ويقوم الأخير بإبلاغ أم زعبل، وأم هنومه بما فعلته. تقوم ام هنومه بتعنيفها، ويحرضهم الشيطان على الهرب واللجوء لخالد بك الذي يقوم بتعليمها الرقص، والغناء، والملبس، والمشرب لتخرج من جلدها، وعندما يتضح لها نواياه الخبيثة، تهرب بمساعدة ملاك الخير وتعود للحارة، وخصوصاً بعد علمها بمرض أمها بسبب خروجها من الحارة، وكذلك حدوث الفرقة بينها وبين حبيبها محروس.
تعود هنومه للعمل في بيع الخضروات والفاكهة، وتنال رضا أمها، بينما يترك محروس العمل مع خالد بك اعتراضاً على نواياه السيئة مع حبيبته هنومه، ويقنعه خالد بك يقنعه بأن هنومه اشرف راقصة عرفها، وأنه مقتنع بموهبتها، وانه سيتزوج من حبايب، التي فشلت بتأدية دور بطولة الأوبريت. يشترط محروس الاتفاق مع هنومه بدلاً من حبايب، ولذلك يذهب خالد بك لحارة الهنا والشفا لإقناع ام هنومه، وأم زعبل بعمل هنومه في السينما حيث المجد والشهرة والمال، وتقبل هنومه العمل في الاوبريت طالما ستحافظ على شرفها. ينجح الأوبريت الذي وضع ألحانه محروس، ويغنى مع هنومه التي ترقص فيه ويتزوجان بعد ان توفر لهما المال.

## طاقم التمثيل
- سعد عبد الوهاب: في دور المطرب محروس.

- نعيمة عاكف: في دور بائعة الفاكهة هنومة.

- محمود شكوكو: في دور مشمش (يدير القهوة).

- لولا صدقي: في دور المطربة حبايب.

- زينات صدقي: في دور أم هنومة (بائعة الفاكهة).

- عباس فارس: في دور خالد بك شركة الإنتاج السينمائى، وحبيب لولا.

- إستفان روستي: في دور الشيطان.

بالاشتراك مع: سعاد أحمد – محمد مازن الأنصاري – محمود التوني – أحمد عبد الحليم – أحمد عامر – بيدرو طنوس – ثلاثي مافيستو.

## أغاني الفيلم
ألحان: عبد العزيز محمد - محمد القصبجي – علي فراج – شكوكو.
كلمات الأغاني: حسن توفيق.
يا سعادة البيه يا جنيه: أغنية ساخرة لسعد عبد الوهاب يقول فيها: يا سعادة البيه يا جنيه، محسوبك طالعه عينيه.. يهديك يرضيك والنبي خليك، ح تفوتني مفلس ليه".
الدنيا بترقص وتغنى: سعد عبد الوهاب
أنا استويت وبقيت: نعيمه عاكف
الأوله آه والتانيه آه: نعيمه عاكف، ومحمود شكوكو
أنا في سوق الهوى رسمال: سعد عبد الوهاب
آه يا لامونى يا لامونى، وفي حبك يا واد ظلمونى: نعيمه عاكف
قام سعد عبد الوهاب في أحد مشاهد الفيلم يرفع أذان الصلاة، وكتب موقع مصراوي: «هل العمل في الفن حرام؟ سؤال شغل الفنان الراحل سعد عبد الوهاب قبل دخوله المجال الفني؟ وفي رابع أفلامه» بلدي وخفة«، الذي عرض عام 1950، كان أول فنان يقف في أحد المشاهد، ويقوم برفع الأذان».

## روابط خارجية
- مقالات تستعمل روابط فنية بلا صلة مع ويكي بيانات
- بلدي وخفة على موقع دهليز
- بلدي وخفة على موقع كاروهات نسخة محفوظة 19 أغسطس 2021 على موقع واي باك مشين.
- نعيمة عاكف ..استعراض الدنيا بترقص وتغني على يوتيوب
- نعيمة عاكف ..انا استويت على يوتيوب
- نعيمة عاكف ومحمود شكوكو ..الأولي اه على يوتيوب
- أنا أنا في سوق الهوا رسمال اغنية للفنان سعد عبد الوهاب على يوتيوب